# 218-й гвардейский танковый полк
218-й гвардейский танковый полк (218 тп, в/ч 82588) — тактическое формирование Сухопутных войск Российской Федерации. Находится в составе 127-й мотострелковой дивизии. Пункт постоянной дислокации село Сергеевка Пограничного района Приморского края.

## История
218-й танковый полк создан в Приморском крае в 2020 году.
C лета 2023 по январь 2024 г. 218-й танковый полк, вместе с остальными подразделениями 127-й мотострелковой дивизии, вёл оборонительные бои в районе населённого пункта Старомайорское на юге Донецкой области против наступающих от Великой Новосёлки украинских войск.
10 июня 2024 года 218-й полк, совместно с 394-м мотострелковым полком, занял село Старомайорское, потерянное ранее в ходе украинского контрнаступления в 2023 году.
26 июня 2025 года Указом президента Российской Федерации полку присвоено почётное наименование «гвардейский» за «массовый героизм и отвагу, стойкость и мужество проявленные личным составом полка в боевых действиях по защите Отечества и государственных интересов в условиях вооружённых конфликтов».

## Отличившиеся воины
- Баксиков, Расим Рашидович (8 августа 2023)[10]